# Antonov A–1
Az A–1 szovjet együléses gyakorló vitorlázórepülőgép-család, melynek tagjait az 1930-as és 1940-es években tervezték és gyártották.

## Története
Mindegyik az 1930-as években Oleg Antonov által tervezett és repült Sztandart–2 típustól származik, melynek alapja a Sztandart–1 modell volt. Olyan nagy mennyiségben gyártották, hogy csak az U-s3, U-s4 és P-sz2 főverziókból mintegy 5400 készült. Ugyanezen tervek nyomán készült el az Antonov A-2 kétüléses gépcsalád. 1937-re a kétüléses változatokkal együtt a gyártás elérte a 7600 darabot.
Habár a típuscsalád egyes gépei a részleteikben eltérnek egymástól, lényegében egyazon tervek alapján készültek és az alkatrészeik csereszabatosak egymással. A felépítés a jellegzetes vitorlázó repülőgép elemi kialakítását tükrözi. A hagyományos törzskialakítás helyett a hosszúkás törzs a stabilizáló felületekből kialakított farokrészben végződik. A törzs végén oldalra nyitható tároló is található. Az egyfedelű szárnyat, melyet mindkét oldalról megtámasztottak, a gerinc fölé szerkesztett felső pilonon alakították ki. A pilóta a szárny előtt ült, és egy egyszerű U alakú fából készült burkolattal volt körülzárva, mely a be és kiszálláskor előre húzva volt levehető. A futómű mindössze egy egyszerű törzs alá épített csúszkából állt, de felszerelhették kis fa kerekekkel is.
Amíg az U változatnak jelölt fő oktató változat szárnya végig azonos szélességű volt, addig az újabb P jelzésű haladó vitorlázó változatot nagyobb fesztávolságú elkeskenyedő borítással rendelkező szárnyakkal és áramvonalas orrburkolattal látták el. A legfejlettebb, vontatásra is alkalmassá tett B változat örökölte a P változat hosszabb szárnyát és áramvonalas burkolatát, de még zárt kabinnal is felszerelték.
A második világháborút követően a törökországi Türk Hava Kurumu (THK) repülőgépgyárban THK–7 típusjelzéssel a P változat másolatait, THK–4' jelzéssel pedig az U változat másolatait gyártották engedély nélkül. Majd később az ankarai Gép- és Vegyiművek (MKEK) gyártotta tovább a másolatokat MKEK-– típusjellel.
A típus német kortársa a Schneider Grunau Baby.

## Típusváltozatok
Az "sz" jelölés minden esetben "sorozatot" jelent. (oroszul: серии)
Prototípusok:
Sztandardt–1
Sztandardt–2
Oktató: (oroszul: Учебный)
U–sz1
U–sz - első sorozatgyártás
U–sz3 - 1600 épült
U–sz - átnevezték A–1-re – nagyobb darabszámban gyártott változat, amelyből 3000 épült
Vitorlázó: 800 példány épült (oroszul: Паритель)
P–sz1
P–sz2
Vontatható: 265 példány épült 1937-ig (oroszul: Буксировочные)
B–sz3
B–sz4
B–sz5